# Unterhimmel
Unterhimmel ist ein Ort im Steyrtal im Traunviertel von Oberösterreich, und gehört zur Statutarstadt Steyr.

## Geographie
Der Ort befindet sich 2 Kilometer westlich der Inneren Stadt. Er liegt direkt nördlich von Christkindl, unterhalb der Flussterrasse am Ufer der Steyr, auf um die 300 m ü. A. Höhe. Durch den Ort rinnt ein ehemaliges Mühlgerinne, die Alte Steyr, auch Himmlitzer Bach oder Fischerbach genannt.
Der Ort umfasst etwa 45 Adressen.
|                                          | Gründbergsiedlung (Stt. Gründberg)          | Steyrdorf (Stt.)    |
| Rosenegg (Gem. Garsten, Bez. Steyr-Land) | Kompassrose, die auf Nachbargemeinden zeigt | Christkindlsiedlung |
|                                          | Christkindl                                 |                     |

## Geschichte, Infrastruktur und Natur
Der Name steht zu Himmel ‚offene Flur‘ und findet sich erstmals 1577. Der heutige Christkindler Kirchberg wurde Wald Underm Himel genannt. Der Name Himmlitzer Bach leitet sich aber wohl von himmlitzen ,Wetterleuchten‘ ab.
Unterhimmel mit dem Mühlgerinne (historisch auch Wehrgraben), war ein wichtiges Gewerbegebiet. Schon 1636 wurde die Papiermühle (Listeneintrag) gegründet.
Auch bestand ein Kupferhammer, dann 1787–1799 Sensenwerk.
Um 1850 waren insgesamt fünf Wasserräder am Bach verzeichnet.
Josef Werndl, Gründer der Waffenfabrik Steyr (Steyr-Werke), errichtete hier 1874 das Drahtzugwerk (Halbzeug für die Nagelherstellung, Listeneintrag). Beide Objekte stehen heute unter Denkmalschutz.
1889 wurde hier die Steyrtalbahn erbaut, einer Schmalspurstrecke, die die Rudolfsbahn im Ennstal und die Kremstalbahn verband (Garsten–Klaus und Bad Hall). In Unterhimmel wurde die Haltestelle Unterhimmel-Christkindl errichtet. Diese Bahn verkehrte bis 1982, und wieder seit 1985 als Museumsbahn mit Dampfzügen, die Trasse ist ebenfalls (beiderseits der neu errichteten Haltestelle) denkmalgeschützt. Bei der Haltestelle befand sich auch ab 1894 das Christkindler Postamt, das 1973 wieder geschlossen wurde (das Sonderpostamt öffnete 1950).
Nach Unterhimmel führt die Steyrbrücke von Steyrdorf her (Schwarze Brücke, Drahtzieherstraße).
Unterhimmel gehörte ursprünglich zur Gemeinde Christkindl, seit 1938 ist es Teil der Stadt Steyr.
Die Steyr hat in Unterhimmel eine der bedeutenden naturnah-renaturierten Fliessstrecken, die Unterhimmler Au (Himmlitzer Au). 2009 wurde hier für den Hochwasserschutz der Stadt ein Nebenarm als Geschiebefang angelegt. Die Au mitsamt Kulturland und dem Christkindler Hangwald ist ein Schutzgebietskomplex (Naturschutzgebiet Unterhimmler Au, Landschaftsschutzgebiet Unterhimmel, Bannwald Christkindl und Europaschutzgebiet).

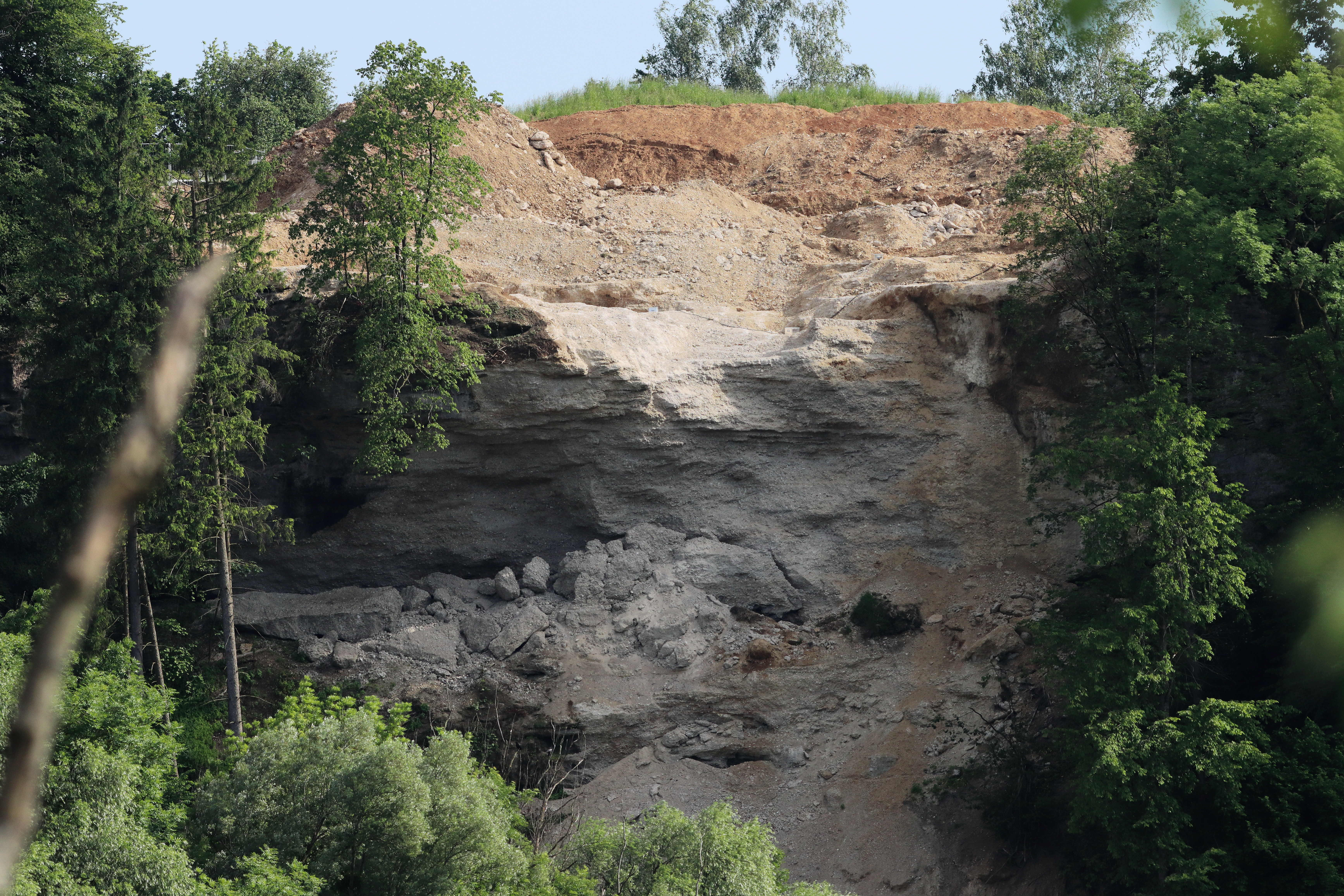
Felssturz Unterhimmel. Blick von der Sierninger Straße (Voralpen Straße B 122)

Am 8. Februar 2023 kam es bei Felssicherungsarbeiten an quartären Konglomeratwänden im benachbarten Christkindl oberhalb der Rosenegger Straße zu einem Felssturz von etwa 400 Kubikmetern Gestein. Dabei wurde die Rosenegger Straße verschüttet und zwei Häuser beschädigt. Es kamen zwei Mitarbeiter einer Spezialfirma ums Leben, die mit dem Abtragen eines 40 m³ großen Felsens beschäftigt waren.

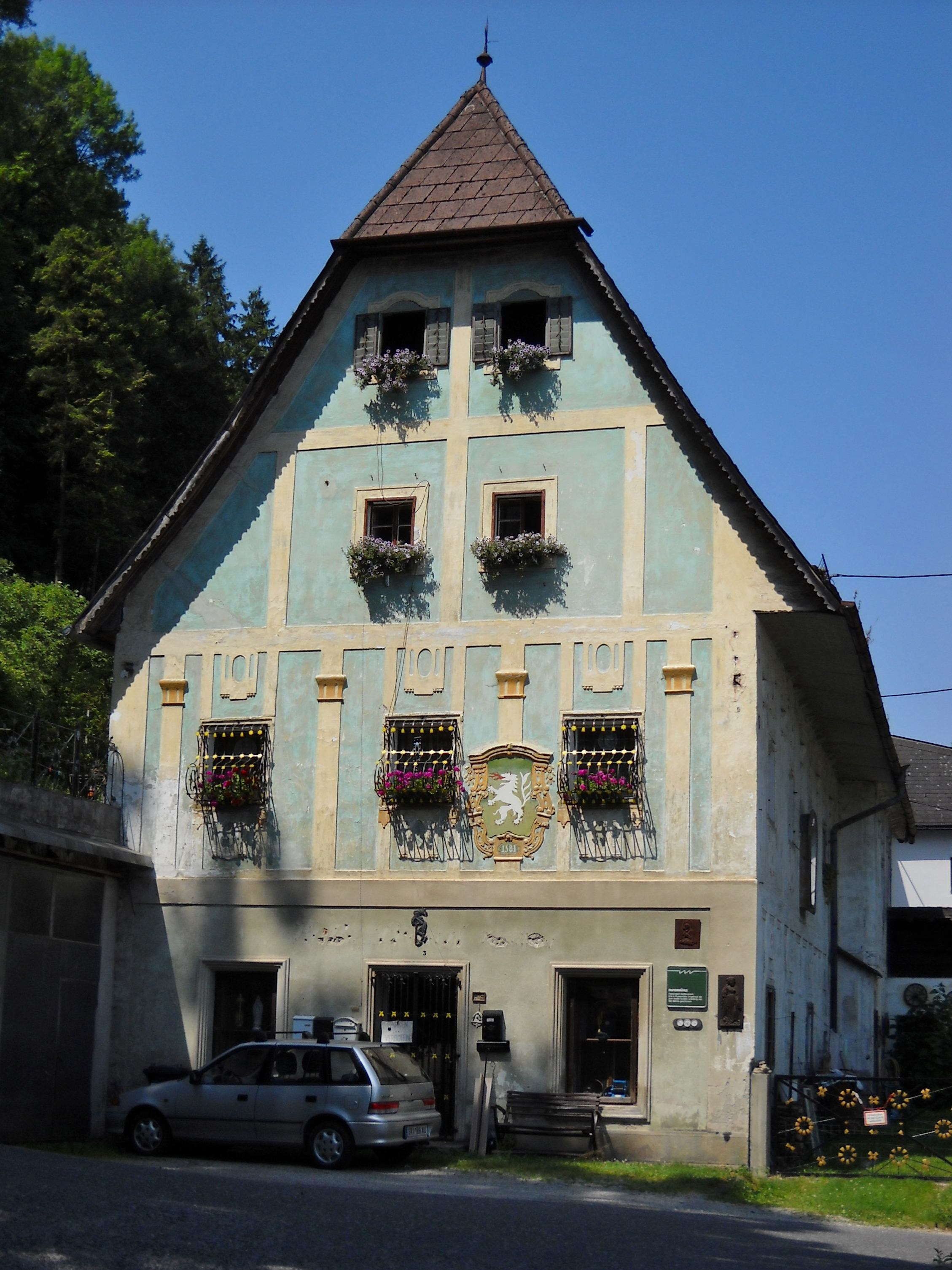
Ehem. Papiermühle
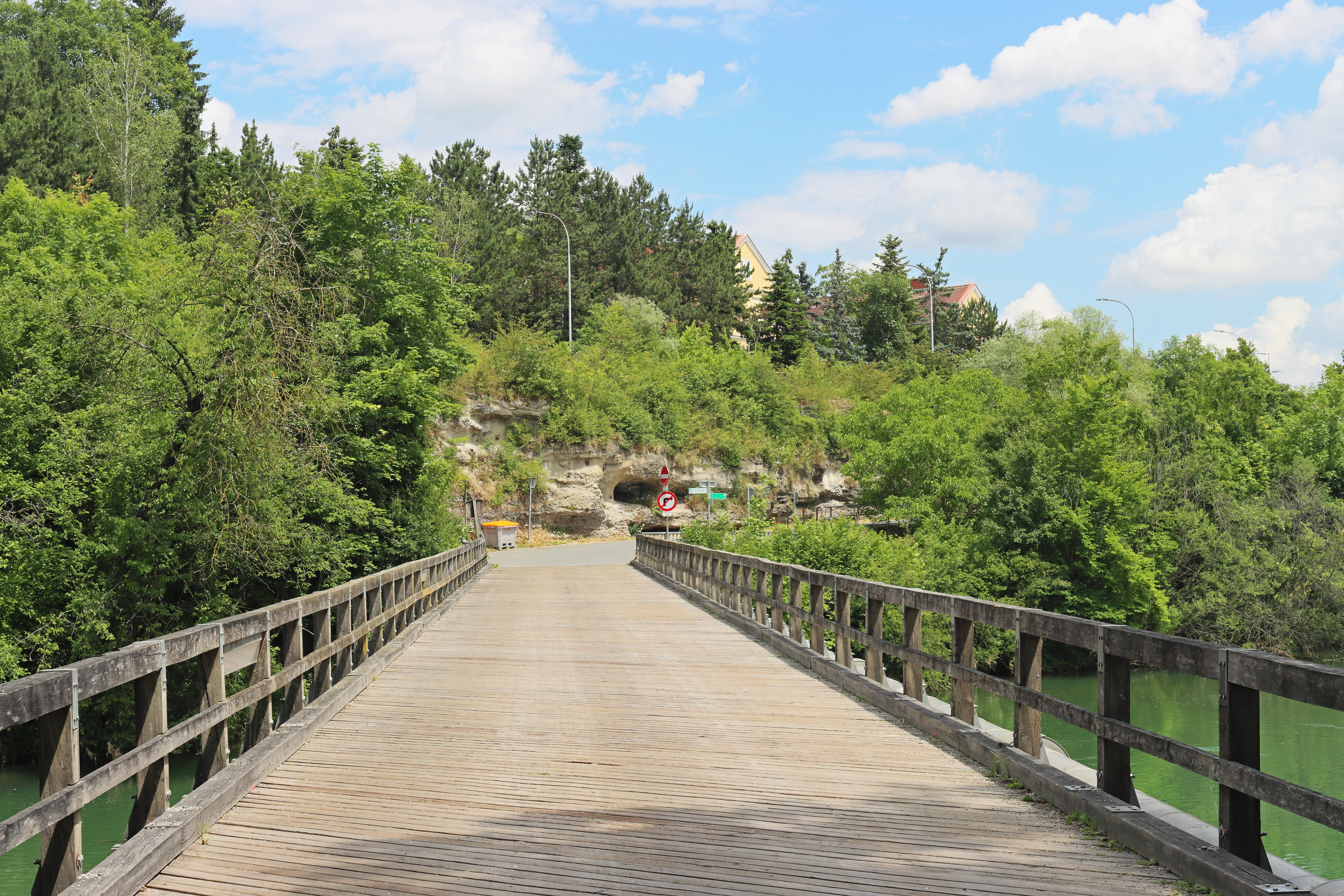
Schwarze Brücke (Blick nach Steyrdorf)
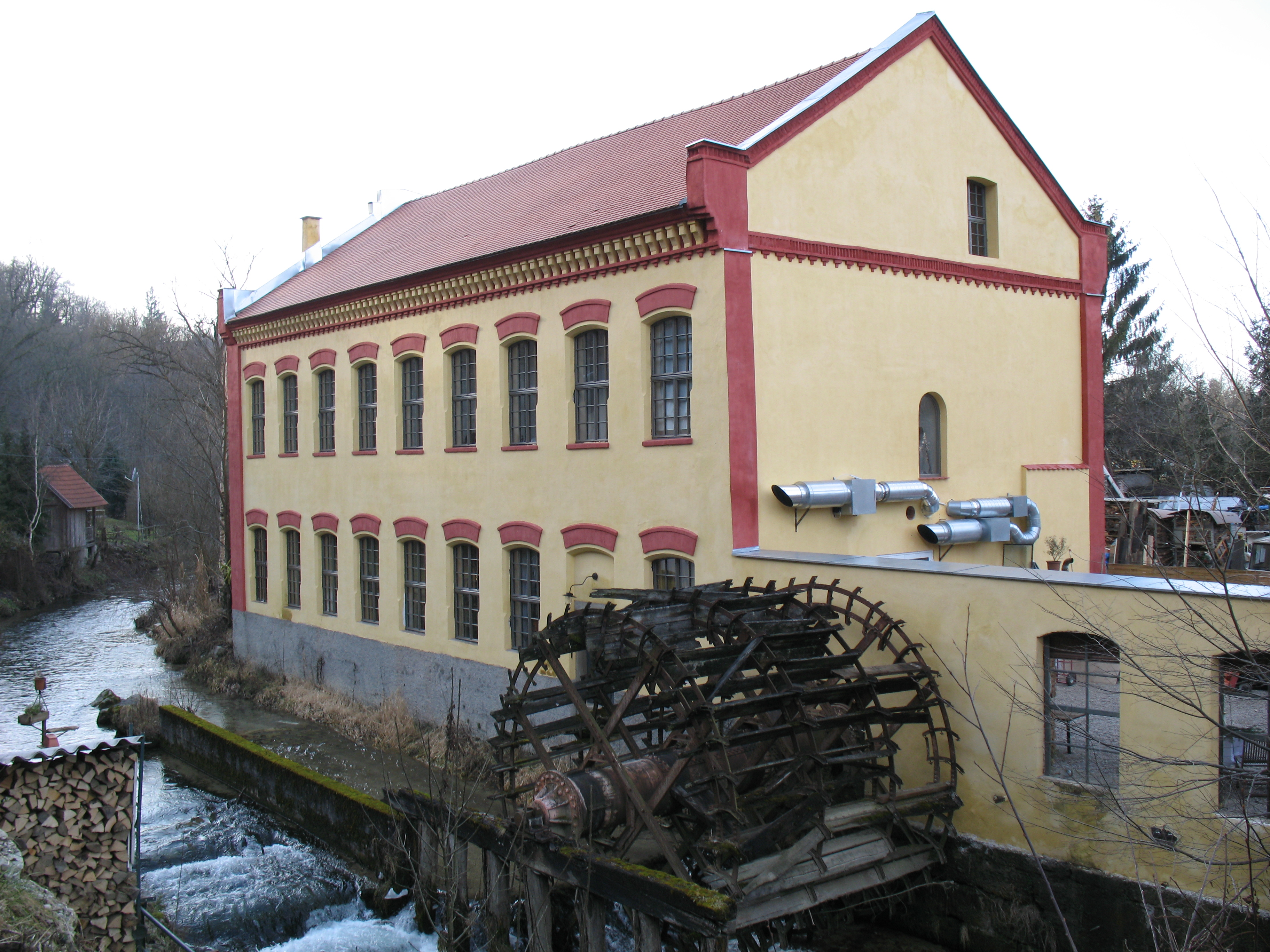
Ehem. Drahtzugwerk mit Wasserkraftanlage
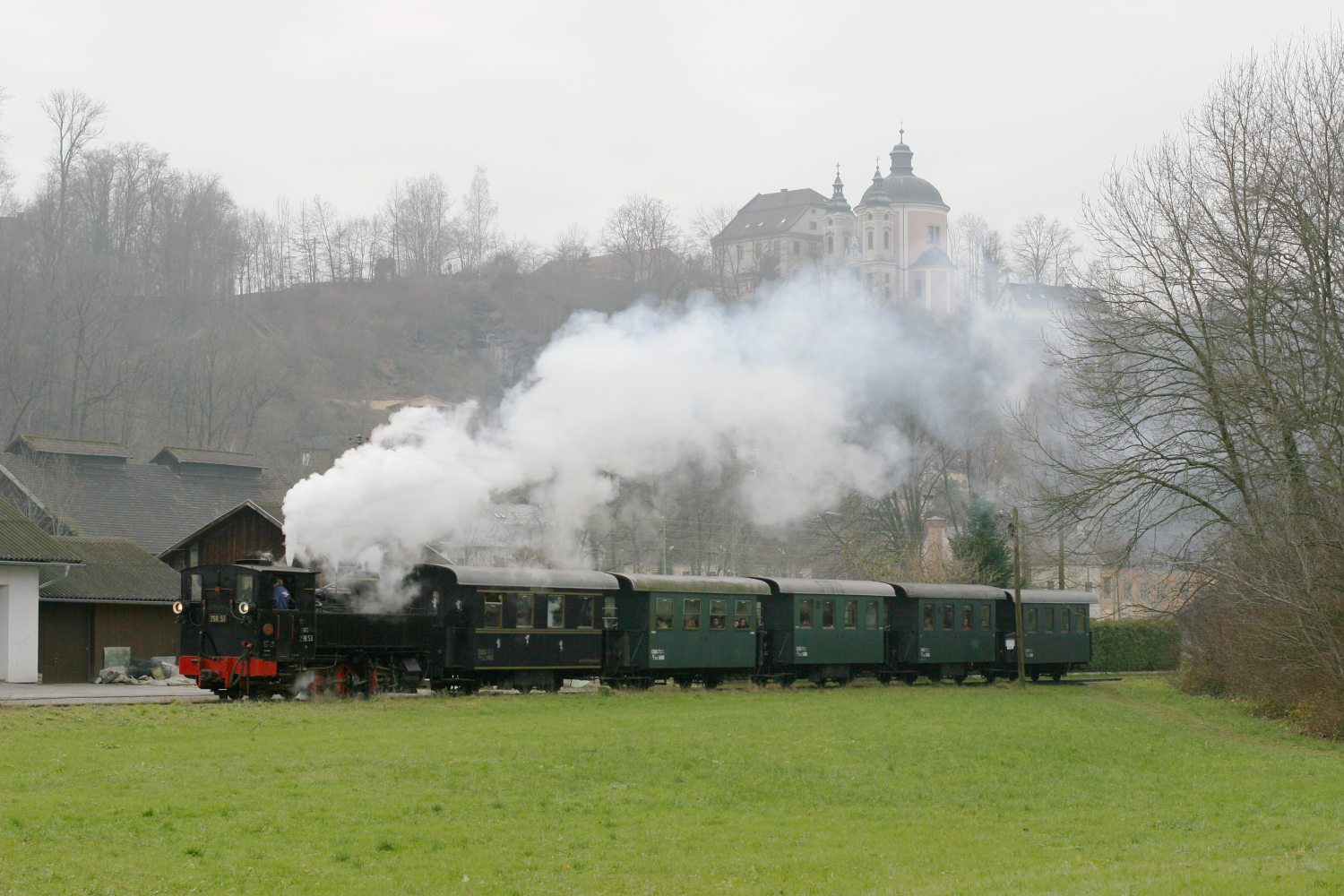
Museumsbahn, hinten die Wallfahrtskirche Christkindl
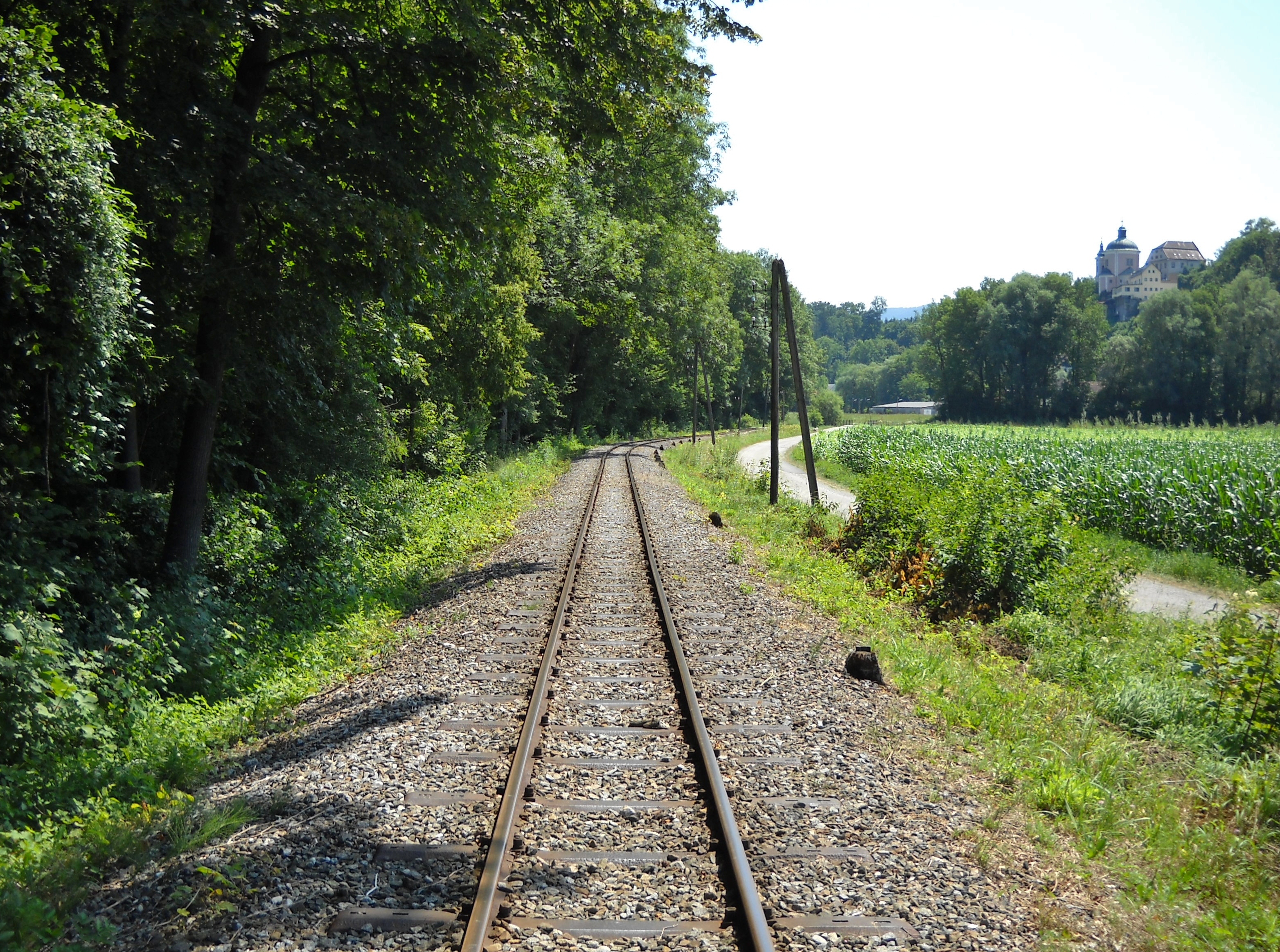
Denkmalgeschützte Trasse der Steyrtalbahn
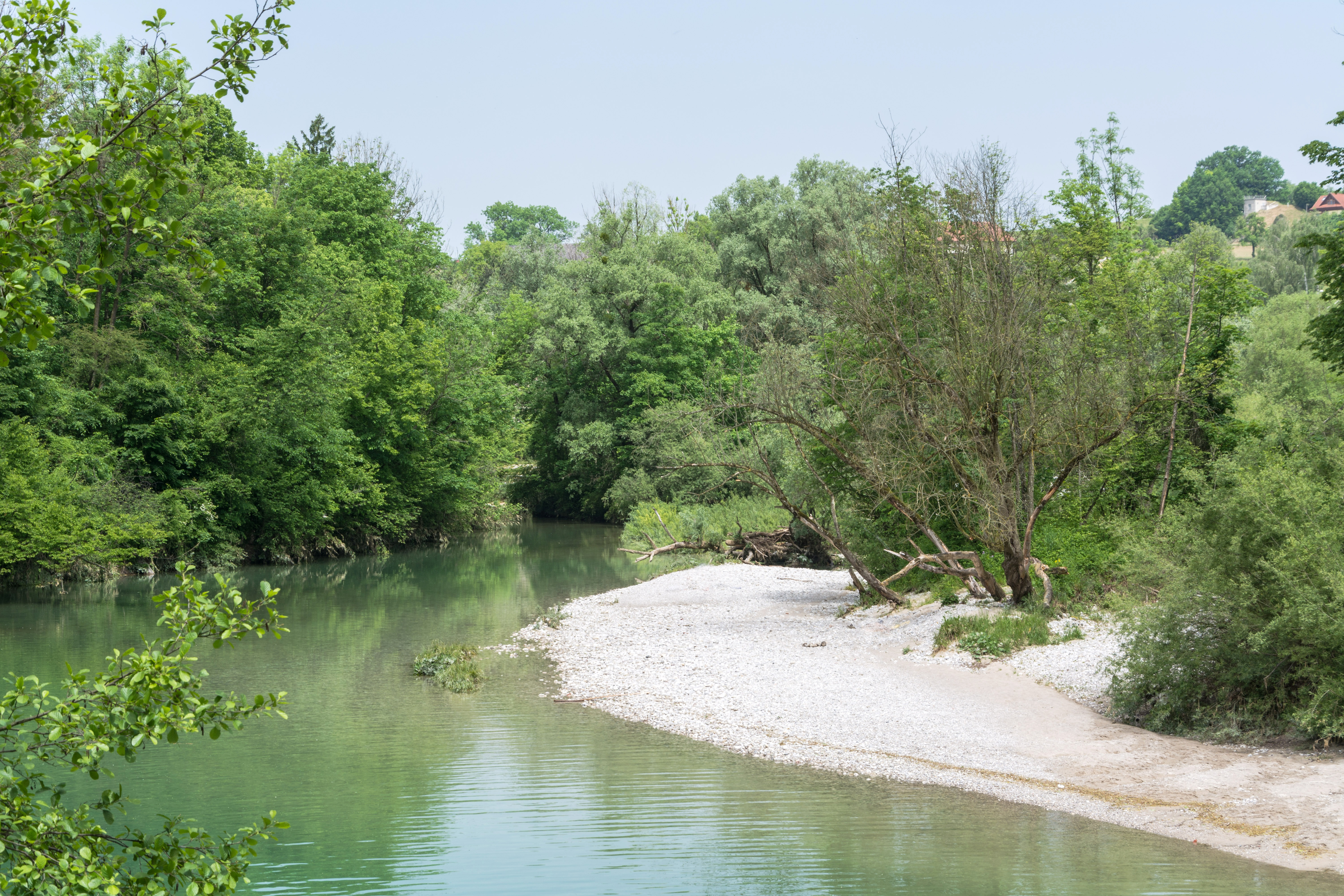
Unterhimmler Au

## Nachweise
1. 1 2  Christine Grüll: In Unterhimmel lässt es sich gut leben. (Serie Himmel auf Erden – Eine Reise zu Orten mit „himmlischen Bezügen“, Teil 1 von 5). In: KirchenBlatt Nr. 31 (2011), 3. August 2011 (online, kath-kirche-vorarlberg.at, abgerufen am 3. September 2018).
2. ↑  Friedrich Berndt, Hans Stögmüller: Die Papiermühlen von Steyr. In: Jahrbuch des Stadtarchivs Steyr 2, 2010, S. 9–44; 
Friedrich Berndt: Steyrer Papier-Wasserzeichen. In: Veröffentlichungen des Kulturamtes der Stadt Steyr, Heft November 1950, S. 20–28 (Artikel pdf, eReader, beide steyr.dahoam.net).
3. ↑  Die Josephinischen Landesaufnahme (um 1780) gibt unter Himel und Eisenhamer; im Franziszäischen Kataster (um 1830) Unternhimmel (alle Landesaufnahmen online auf Arcanum/Österreichisches Staatsarchiv: mapire.eu).
4. ↑  Unterhimmel führte zwei Halbmonde (mit Stern); vergl. hierzu Liste der Sensenwerke in Österreich: An der Steyr.
5. ↑  Alois Souvent: Administrativkarte des Erzherzogthums Österreich ob der Enns, 1. Auflage 1857 (online bei DORIS: Thema Erste Landesaufnahmen, Layer Souvent 1857, dort auch weitere Karten).
6. ↑  Hermann Karrer: Revitalisierung Drahtzugwerk in Steyr, Unterhimmel 1/2. Diplomarbeit Technische Universität Wien, 2001.
7. 1 2  [?] Prokop: Unterhimmel – Die Bahnstation zum Christkind. In: Motivgruppe Weihnachten e. V.: Rundbrief 154, Juli 2016 (pdf, Leseprobe auf mg-weihnachten.de, abgerufen am 7. September 2018; Inhaltsverzeichnis Rundbriefe) – zur alten Bahnstation.
8. ↑  Peter Prack: Neues von Unterer Steyr und Enns. Teil II, in: ÖKO·L 39/4 (2017), S. 22 ff (ganzer Artikel S. 21–35, pdf, files.wordpress.com, abgerufen am 7. September 2018).
9. ↑  Gerald Winterleitner/Gabriel Egger/Manfred Wolf: Tragödie in Steyr - zwei Tote bei Felssturz. In: Oberösterreichische Nachrichten vom 9. Februar 2023 S. 23 (Oberösterreich). Siehe auch: 400 Kubikmeter großer Felsen riss in Steyr zwei Arbeiter in den Tod In: nachrichten.at, 8. Februar 2023, aufgerufen am 1. März 2023